# Simon Verhoeven
Simon Vincent Verhoeven (* 20. Juni 1972 in München) ist ein deutscher Regisseur und Drehbuchautor. Zu Beginn seiner Karriere arbeitete er auch als Schauspieler und Filmkomponist. Mittlerweile ist er auch als Produzent tätig.

## Leben
Simon Verhoeven kommt aus einer Theater- und Filmfamilie, er ist der Sohn der Schauspielerin Senta Berger und des Regisseurs Michael Verhoeven, der Bruder von Luca, der Neffe der Schauspielerin Lis Verhoeven und der Enkel von Paul Verhoeven, ehemaliger Regisseur und Intendant des Deutschen Theaters in Berlin und der Münchner Kammerspiele.
Bis zu seinem 17. Lebensjahr spielte Simon Verhoeven als Stürmer für den TSV 1860 München in der höchsten deutschen Jugendklasse und der DFB-Auswahl Fußball. Aufgrund einer schweren Verletzung durch einen Gegenspieler musste er seine Fußballerkarriere beenden. Seine Fußballkenntnisse verhalfen ihm 2003 zur Rolle des Ottmar Walter in Sönke Wortmanns Kinoerfolg Das Wunder von Bern.
1991 machte er in München Abitur und begann sechs Monate später eine Schauspielausbildung in New York City am Lee Strasberg Theatre and Film Institute. Während seiner New Yorker Zeit studierte er zusätzlich beim berühmten Jazzpianisten Don Friedman Jazz-Komposition und zog zwischenzeitig ein Sommersemester nach Boston, um dort am Berklee College of Music Filmmusik zu studieren. 1995 wurde Verhoeven an der Tisch School of Arts der New York University aufgenommen und studierte dort Filmregie. Sein Studium schloss er 1999 als Bachelor of Fine Arts ab.
Simon Verhoeven ist seit 2023 verheiratet und hat mit seiner Frau zwei Söhne.

## Karriere

### Regie, Drehbuch & Produktion
2000 schrieb und drehte Simon Verhoeven seinen ersten Spielfilm, 100 Pro, der für den Förderpreis Deutscher Film nominiert wurde. 2009 übernahm Verhoeven die Regie der Ensemble-Kinokomödie Männerherzen mit Christian Ulmen, Til Schweiger, Nadja Uhl, Florian David Fitz, Wotan Wilke Möhring und Maxim Mehmet in den Hauptrollen, für die er auch das Drehbuch schrieb und den Soundtrack produzierte. Der Film erreichte über zwei Millionen Zuschauer. Verhoeven wurde für den Film mit dem Bayerischen Filmpreis 2009 für das Beste Drehbuch ausgezeichnet. Außerdem erhielt er den deutschen Publikumsfilmpreis Jupiter, nachdem Männerherzen von den Lesern der Zeitschrift Cinema zum besten deutschen Film 2009 gewählt wurde.
Als deutschsprachige Vorbilder nennt Verhoeven Ernst Lubitsch und Billy Wilder.
Bereits im Jahr darauf schrieb und drehte Verhoeven die Fortsetzung Männerherzen … und die ganz ganz große Liebe wieder mit dem gleichen Schauspielensemble. Der Film wurde im September 2011 von Warner Bros. in die Kinos gebracht und stieg auf Platz 1 der deutschen Kinocharts ein. Wie schon bei Männerherzen komponierte und produzierte Verhoeven wieder einen großen Teil der Filmmusik, unter anderem den Titelsong Die ganz ganz große Liebe, der von Justus von Dohnányi alias „Bruce Berger“ gesungen wird.
Für Männerherzen … und die ganz ganz große Liebe wurde Simon Verhoeven am 10. November 2011 der größte deutsche Medienpreis Bambi als bester Film national verliehen. Im Januar 2012 erhielt Verhoeven erneut den Bayerischen Filmpreis, als Männerherzen … und die ganz ganz große Liebe mit dem Publikumspreis ausgezeichnet wurde. Zur Wahl hatten die fünf erfolgreichsten deutschen Filme des Jahres gestanden.
Seit 2010 arbeitet Verhoeven auch häufiger als Werberegisseur. Neben diversen Kampagnen u. a. für Lufthansa, Sky, Deutsche Telekom und Ergo inszenierte er im Juni 2015 einen Spot mit Bastian Schweinsteiger für die US-Firma Beats by Dre bzw. Beats Electronics. Der Film, der den Wechsel von Schweinsteiger zu Manchester United auf emotionale Weise thematisiert, erreichte mehrere Millionen Klicks bei Youtube. Auch der im Spot benutzte Musiktitel So wie du bist von MoTrip wurde zum Hit.
Am 7. Januar 2016 kam Verhoevens englischsprachiger Horrorfilm Unfriend in die deutschen Kinos. Der Film verbindet übernatürliche Horrorelemente mit einer Geschichte um Facebook-Stalker. Der Film wurde von Warner Bros unter dem Titel Friend Request neben den USA und England auch in verschiedene Länder verkauft.
Anfang November 2016 kam Verhoevens Komödie Willkommen bei den Hartmanns in die Kinos, mit den Darstellern Senta Berger, Heiner Lauterbach, Uwe Ochsenknecht, Elyas M’Barek, Florian David Fitz, Palina Rojinski und Eric Kabongo. Der Film stieg mit über einer halben Million Zuschauer am ersten Wochenende auf Platz 1 der Kinocharts. Nach 10 Tagen hatte Willkommen bei den Hartmanns bereits 1 Mio. Zuschauer in die Kinos gelockt und erhielt dafür einen „Bogey“. Anfang Januar 2017 folgte die Goldene Leinwand, nachdem der Film die 3-Mio-Zuschauer-Marke überschritten hatte und zum erfolgreichsten deutschen Kinofilm des Jahres geworden war. Am 21. Januar 2017 wurde Simon Verhoeven für Willkommen bei den Hartmanns beim Bayerischen Filmpreis mit dem Produzentenpreis ausgezeichnet, gemeinsam mit seinem Vater Michael Verhoeven und den Produzenten Quirin Berg und Max Wiedemann. Außerdem erhielt der Regisseur zum zweiten Mal den „Publikumspreis“. Beim Deutschen Filmpreis 2017 wurde Verhoeven die Lola für den „Besucherstärksten Film des Jahres“ überreicht. Die Gesellschaftskomödie erhielt darüber hinaus während des Filmfests München am 29. Juni 2017 auch den Friedenspreis des Deutschen Films „Die Brücke“. Ungewöhnlich für einen deutschen Film: Willkommen bei den Hartmanns wurde als „Beste europäische Komödie“ für den Europäischen Filmpreis nominiert. Mit 3,84 Millionen Zuschauern in Deutschland kam Simon Verhoevens Komödie in die Top 10 der deutschen Kinofilme der 2010er Jahre.
Im November 2017 hatte die Bühnen-Adaption von Willkommen bei den Hartmanns Premiere am Akademietheater des Wiener Burgtheaters Premiere. Weitere Inszenierungen im deutschsprachigen Raum folgten.
Die Dreharbeiten zu Verhoevens Film Nightlife begannen im Mai 2019 in Berlin. Die Hauptrollen übernahmen Elyas M’Barek, Frederick Lau und Palina Rojinski. Die Komödie über ein erstes Date, das zu einer turbulenten Jagd durch das Berliner Nachtleben wird, startete am 14. Februar 2020 auf Platz 1 der deutschen Kinocharts mit 355.000 Zuschauern am ersten Wochenende. Nach 3 Wochen und als erster deutscher Film 2020 mit über eine Million Besuchern endete die Kinoauswertung abrupt, als wegen der Coronakrise alle Kinos in Deutschland vorerst geschlossen wurden. Dennoch wurde die Komödie zum erfolgreichsten deutschen Film des Jahres. Bei der Romy-Verleihung 2020 erhielt der Film den Preis für das Beste Drehbuch (Kino). Der Club der Filmjournalisten e. V. verlieh Nightlife am 29. Januar 2021 den Ernst-Lubitsch-Preis, benannt nach Ernst Lubitsch, den Simon Verhoeven zu seinen cineastischen Vorbildern zählt. Im Oktober 2021 erhielt Verhoeven erneut die Lola des Deutschen Filmpreises für den „Besucherstärkster Film 2020“, diesmal für Nightlife. Am selben Abend wurde auch seine Mutter Senta Berger für ihr Lebenswerk geehrt.
2020/2021 entwickelte Simon Verhoeven zum ersten Mal eine Doku-Serie: FC Bayern – Behind the Legend. Gemeinsam mit Kameramann Nepomuk V. Fischer führte er auch Regie und produzierte die 6-teilige Serie die seit dem 2. November 2021 auf Amazon Prime läuft.
2021 verkündete der langjährige Produktionspartner Wiedemann & Berg Film, dass das nächste gemeinsame Projekt das internationale Biopic Girl You Know It’s True sein wird – basierend auf der wahren Geschichte der skandalbelasteten Band Milli Vanilli. 2022 inszenierte Verhoeven nach eigenem Drehbuch den Film, der sowohl vom Deutschen Filmförderfonds DFFF als auch von der Filmförderungsanstalt FFA unterstützt wurde. In den Hauptrollen spielen Tijan Njie als Rob Pilatus und Elan Ben Ali als Fab Morvan sowie Matthias Schweighöfer als der Musikproduzent Frank Farian. Girl You Know It’s True feierte am 4. Dezember 2023 im Münchner Mathäser-Kino eine – laut Presseportal.de – „sensationelle“ Weltpremiere, an der neben dem Team und die Darstellerriege auch Fab Morvan teilnahm und nach der Vorführung unter – laut SZ – „standing Ovations“ auch vor die 1600 Zuschauer trat. Am 19. Januar 2024 gewann Girl You Know It’s True die Auszeichnung für den Besten Film beim Bayerischen Filmpreis. Darüber hinaus gewann das Hauptdarsteller-Duo Tijan Njie und Elan Ben Ali gemeinsam als Beste Newcomer.
Am 31. Oktober 2024 startete Verhoevens Gesellschaftskomödie Alter weißer Mann in den deutschen Kinos. Der Film erreichte am ersten Wochenende bereits über 200.000 Zuschauer. Im Laufe der Startwoche schob sich der Film trotz starker internationaler Konkurrenz auf Platz 1 der deutschen Kinocharts. Die Komödie wurde der vierterfolgreichste deutsche Film des Jahres 2024.
Alle seine inszenierten Spielfilme realisierte Simon Verhoeven in Zusammenarbeit mit dem Kameramann Jo Heim. Verhoeven entwickelt und koproduziert seine Werke mittlerweile mit der Sentana Filmproduktion, die Michael Verhoeven und Senta Berger bereits 1965 gründeten.

### Schauspiel
Als Schauspieler arbeitete Simon Verhoeven vor seiner Regie- und Drehbuchkarriere unter anderem mit Regisseuren wie Sönke Wortmann, Doris Dörrie, dem Oscar-nominierten Bruce Beresford, seinem Vater Michael Verhoeven und Roland Suso Richter zusammen: Richter drehte 2008 mit Verhoeven als Jürgen Vietor den Film Mogadischu über die Flugzeugentführung der Landshut 1977, dem der Deutsche Fernsehpreis 2009 als bester Fernsehfilm des Jahres verliehen wurde.

## Filmografie

### Als Regisseur
- 1996: Music Takes U High (Musikvideo für Future Funk)
- 1997: Phone (Kurzfilm)
- 1999: Nice Meeting you (Kurzfilm)
- 2001: 100 Pro (auch Drehbuch und Filmmusik)
- 2009: Männerherzen (auch Drehbuch und Filmmusik)
- 2011: Männerherzen … und die ganz ganz große Liebe (auch Drehbuch und Filmmusik)
- 2016: Unfriend
- 2016: Willkommen bei den Hartmanns (auch Drehbuch)
- 2020: Nightlife (auch Drehbuch)
- 2021: FC Bayern – Behind the Legend (6-teilige Sport-Dokuserie)
- 2023: Girl You Know It’s True
- 2024: Alter weißer Mann

### Als Schauspieler
- 1994: Mutters Courage
- 1995: Party Girl
- 1996: Doppelter Einsatz (Fernsehserie, Folge 2x15)
- 1996: Der rote Tod (Fernsehfilm)
- 1997: Stockinger (Fernsehserie, Folge 1x11)
- 1998: Natalie III – Babystrich online (Fernsehfilm)
- 1999: Mit fünfzig küssen Männer anders (Fernsehfilm)
- 1999: Kommissar Rex (Fernsehserie, Folge 5x07)
- 2000: Vasilisa
- 2000: Vin Santo (Fernsehfilm)
- 2001, 2006: SOKO 5113 (Fernsehserie, Folgen 20x03, 30x07)
- 2001: Die Windsbraut (Bride of Wind)
- 2001: 100 Pro
- 2002: Rosamunde Pilcher – Wenn nur noch die Liebe zählt
- 2002: Die schnelle Gerdi
- 2002: SOKO Kitzbühel (Fernsehserie, Folge 2x04)
- 2002: Feiertag
- 2003: Das Wunder von Bern
- 2003: Die Rosenheim-Cops (Fernsehserie, Folge 2x07)
- 2003: Da wo die Heimat ist (Fernsehfilm)
- 2004: Der Fischer und seine Frau
- 2004: Mädchen, Mädchen 2 – Loft oder Liebe
- 2004: Wen die Liebe trifft (Fernsehfilm)
- 2005: Unter weißen Segeln (Fernsehserie, Folge 1x04)
- 2005: Inga Lindström – Im Sommerhaus
- 2005–2007: Alles außer Sex (Fernsehserie, 13 Folgen)
- 2005: Eine Liebe am Gardasee
- 2006: Zwei Bräute und eine Affäre
- 2007: SOKO Wien (Fernsehserie, Folge 3x11)
- 2007: Stellungswechsel
- 2008: Mogadischu
- 2008: Doctor’s Diary (Fernsehserie, Folge 1x03)
- 2008: Kleine Lüge für die Liebe (Fernsehfilm)
- 2008: Bloch (Fernsehreihe, Folge 1x13)
- 2009: Männerherzen
- 2009: Mama kommt! (Fernsehfilm)
- 2009: SOKO Köln (Fernsehserie, Folge 6x17)
- 2010: Laconia
- 2010: Kommissar LaBréa – Mord in der Rue St. Lazare (Krimireihe, Folge 2)
- 2011: Männerherzen … und die ganz ganz große Liebe (Cameo)
- 2020: Nightlife (Cameo)
- 2021: Jerks. (Fernsehserie, Folge 4x10)

### Filmdokumentation
- 2003: Die Verhoevens (Autor: Felix Moeller)

## Auszeichnungen
- 2010: Bayerischer Filmpreis: Bestes Drehbuch, für Männerherzen
- 2010: Jupiter: Bester deutscher Film, für Männerherzen
- 2011: Bambi: Bester Film national, für Männerherzen … und die ganz ganz große Liebe
- 2012: Bayerischer Filmpreis: Publikumspreis für Männerherzen und die ganz ganz große Liebe
- 2017: Goldene Leinwand für Willkommen bei den Hartmanns
- 2017: Bayerischer Filmpreis: Beste Produktion für Willkommen bei den Hartmanns
- 2017: Bayerischer Filmpreis: Publikumspreis für Willkommen bei den Hartmanns
- 2017: AZ Stern des Jahres für Willkommen bei den Hartmanns
- 2017: Jupiter: Bester Film national, für Willkommen bei den Hartmanns
- 2017: Deutscher Filmpreis: Besucherstärkster Film für Willkommen bei den Hartmanns
- 2017: Friedenspreis des Deutschen Films: Hauptpreis national für Willkommen bei den Hartmanns
- 2017: Günter-Rohrbach-Filmpreis – Preis des Oberbürgermeisters für das Drehbuch zu Willkommen bei den Hartmanns[44][45]
- 2017: Deutscher Comedypreis: Beste Kinokomödie für Willkommen bei den Hartmanns
- 2017: GQ „Men of the year“ Award: Special Achievement für Willkommen bei den Hartmanns
- 2017: Bambi: Film national für Willkommen bei den Hartmanns
- 2018: European Union Film Festival, Toronto: Publikumspreis für Willkommen bei den Hartmanns[46]
- 2020: Romy in der Kategorie Bestes Buch Kinofilm für Nightlife[47]
- 2020: Monte-Carlo Film Festival de la Comédie: Bester Film, Beste Regie und Publikumspreis für Nightlife[48]
- 2021: Ernst-Lubitsch-Preis für Nightlife[49]
- 2021: Deutscher Filmpreis: Besucherstärkster Film für Nightlife
- 2024: Bayerischer Filmpreis: Bester Film für Girl You Know It's True